# Duikerbrug Van der Madeweg
De Duikerbrug Van der Madeweg is een bouwkundig kunstwerk in Ouder-Amstel.
Deze duikerbrug (de tekening vermeldt V3160) werd gebouwd in 1969-1970 in de Verlengde Van der Madeweg over wat een afwateringssloot was/werd van het dijklichaam waarop de Spoorlijn Amsterdam - Elten. In dat dijklichaam werd in de periode 1971-1974 gewerkt aan brug 9085 en Metrostation Duivendrecht, dat in 1991 de naam Metrostation Van der Madeweg kreeg. Het ontwerp van de duikerbrug was in handen van Dirk Sterenberg werkend bij de Publieke Werken in Amsterdam. De duiker is tien meter breed en is 55 meter lang; twee openingen geven een kijkje op het door de duiker stromende water. Over de duiker lopen tweemaal dekken voor een gecombineerd voet- en fietspad en eenmaal een rijdek voor snelverkeer.
Amsterdam heeft na de bouw nooit meer het brugnummer 1202 gebruikt. Aan de andere zijde van het dijklichaam kwam ook een duikerbrug dan met nummer 855; dat nummer verviel hier en werd opnieuw gebruikt voor brug 855, die inmiddels gesloopt is.

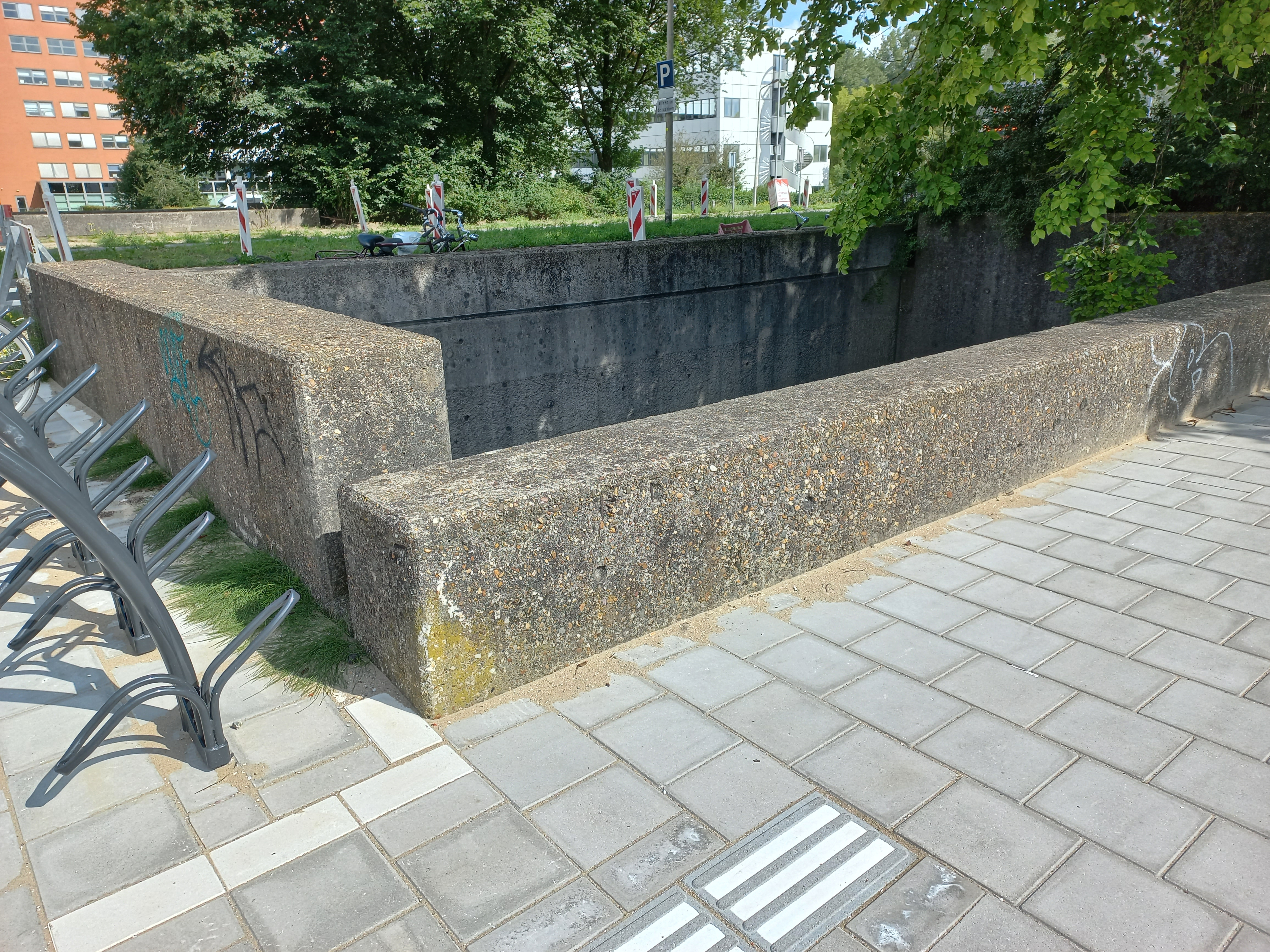
Een van de “kijkgaten” (augustus 2023)

<<< · 1201 · 1207 · 1208 · 1209 · 1210 · 1211 · 1212 · 1213 · 1216 · 1217 · 1218 · 1219 · 1220 · 1221 · 1223 · 1224 · 1230 · 1231 · 1246 · 1259 · 1260 · 1261 · 1263 · 1264 · 1265 · 1266 · 1267 · 1268 · 1269 · 1270 · >>>
Brugnummers 1200, brug 1202 (Ouder-Amstel), 1203-1206, 1214, 1215, 1222, 1225-1229, 1232-1245, 1247-1258, 1262 en 1271-1299 zijn niet (meer) in gebruik.